# Jezuitský filosofický ústav (Děčín)
Jezuitský filosofický ústav v Děčíně existoval v letech 1933–1950. Nacházel se poblíž děčínského kostela sv. Václava a Blažeje (ul. Kaštanová 301/2), s nímž byl spojen chodbou. Od začátku 21. století objekt bývalého jezuitského filosofického ústavu užívá policie ČR.

## Historie
Na počátku třicátých let 20. století se rozhodli němečtí příslušníci jezuitského řádu, že zřídí samostatný noviciát pro budoucí jezuity německé národnosti. Až dosud byli společně s Čechy v noviciátu na Velehradě na Moravě. Pro sídlo noviciátu byl vybrán Děčín.

### Počátek činnosti
Zde byl 1. září 1933 zahájen noviciát pro německé členy řádu, kteří dosud sídlili na Velehradě. Rozdělení noviciátu podle národnosti trvalo jen jeden rok; již 1. září 1934 byli do Děčína umístěni i čeští novici z Velehradu. V květnu 1935 byl celý noviciát přeložen do koleje (bývala piaristická) v Benešově u Prahy, kterou jezuité získali v srpnu 1933. V Benešově byl i filozofický ústav (institutum philosophicum). Dne 11. června 1942 zabrala benešovskou kolej německá armáda. Kolej byla zrušena a členové řádu odešli na Velehrad. V roce 1945 fungoval filozofický institut v Brně, odkud byl přeložen roku 1947 do Děčína, kde fungoval až do roku 1950, kdy byla jeho činnost násilně ukončena v rámci Akce K pořádané Státní bezpečností.

### Akce K
Likvidace děčínské koleje se odehrála v noci z 13. na 14. dubna 1950.
V den přepadu byli členy komunity tito řeholníci:
- Rektor koleje: P. František Vojtek[1]
- Kněží:
  - Z české provincie: František Konečný,[2] Vojtěch Bartoš[3] (administrátor děčínské farností), Antonín Lepka,[4] Pavel Nemeškal,[5] Jaroslav Ovečka,[6] Ota Polách,[7] Jan Evangelista Pavlík,[8] František Slavík,[9] Švestka, František Tietze,[10] František Flamík (duchovní rádce Svazu katolické mládeže)
  - Ze slovenské provincie: P. Bumbera

- Scholastici:
  - Z české provincie: Jan Kurka,[11] Karel Říha,[12] Rudolf Zubek,[13] Březina, Čáp, Ručka, Kolář, Forbelský, Vagunda, Ludvík Armbruster,[14] Weichsel, Vančura.
  - Ze slovenské provincie: Dlugi, Dominik Kaľata, Lešo, Čelko, Ferko, Franko, Lenz, Kleštinec, Šimončič, Noha, Rakús, Silaj, Slabý, Slaný, Tóth, Tomašovič, Volek, Krajčík, Ondruš, Žabkay.

- Fratres:
  - Z české province: Prokop Bednář,[15] Alois Rindt,[16] František Tkáč,[17] Metoděj Tureček,[18] Karel Vetchý[19]
  - Ze slovenské viceprovincie: Heriban, Mlčoch.

Celkem tedy bylo do bohosudovského internačního tábora z děčínské komunity odvlečeno 51 řeholníků (kněží), scholastiků, bratří.
Jediný P. Vojtek jako rektor a tedy řádový představený byl odvezen do Želivi, kde byli shromažďováni představitelé všech mužských řádů.